# Rifugio Dibona
Das Rifugio Dibona, vollständiger Name Rifugio Angelo Dibona (deutsch Dibonahütte), ist eine privat geführte Schutzhütte in der Tofanegruppe in der Provinz Belluno. Die in der Regel von Mitte Juni bis Ende September sowie um den Jahreswechsel geöffnete Hütte verfügt über 68 Schlafplätze.

## Lage
Die Hütte liegt auf 2083 m s.l.m. unterhalb des Südgrates der Tofana di Mezzo (3244 m) in den Ampezzaner-Dolomiten. Sie ist über eine Fahrstraße von der Großen Dolomitenstraße aus erreichbar. Am Rifugio Dibona führt der Dolomiten-Höhenweg 1 vorbei.

## Geschichte
Die Schutzhütte wurde nach einjähriger Bauzeit 1953 von der Tochter des bekannten Ampezzaner Bergführers Angelo Dibona eröffnet und nach ihm benannt. An der gleichen Stelle war bereits im Ersten Weltkrieg das Rifugio Tarditi, benannt nach dem italienischen Abschnittskommandanten Oberst Giuseppe Tarditi, der den zuvor in der Nähe gefallenen General Antonio Cantore ersetzte, errichtet worden. Das Rifugio Tarditi diente im Krieg den Italienern als Basis für ihre Angriffe auf die Forcella Fontananegra. Das Rifugio Dibona wurde Mitte der 1970er Jahre erstmals erweitert. Eine zweite Erweiterung erfuhr es zwischen 2004 und 2005.

## Zustiege
- Von der Strada Regionale 48 – Cianzopé, 1732 m ⊙ auf Weg 442 in 1 Stunde
- Von der Strada Regionale 48 – Ponte de Ru Bianco, 1732 m ⊙ auf Weg 414, 412, 403 in 1 ¼ bis 1 ½ Stunden

## Nachbarhütten
- Zum Rifugio Camillo Giussani, 2580 m ⊙ auf Weg 403 in 1 ½ Stunden
- Zum Rifugio Duca d’Aosta, 2098 m ⊙ auf Weg 421, 420 in 1 ¼ bis 1 ½ Stunden
- Zum Rifugio Lagazuoi, 2752 m ⊙ auf Weg 423, 403, 404, 402, 401  in 3 ½ bis 4 Stunden